# Back in Black (álbum de Whodini)
Back in Black é o terceiro álbum de estúdio do grupo americano de hip hop Whodini. Foi gravado em Londres e lançado pela Jive Records em 1986. Como no trabalho anterior do grupo, a produção ficou a cargo de Larry Smith. O álbum alcançou o número 35 da Billboard 200, número 4 da Top R&B/Hip-Hop Albums, e foi certificado álbum de ouro pela RIAA em 23 de junho de 1986 e posteriomente platina.
O álbum deu origem à três singles: "Funky Beat" (número 19 da Hot R&B/Hip-Hop Songs e número 30 da Dance Club Songs), "One Love" (número 10 da Hot R&B/Hip-Hop Songs e número 34 da Dance Club Songs), e "Growing Up" (número 58 da Hot R&B/Hip-Hop Songs).
O videoclipe de "Funky Beat" conta com presenças de Malcolm-Jamal Warner, membro do programa The Cosby Show na época, bem como Floyd Vivino com sua marionete Oogie do The Uncle Floyd Show. O vídeo do terceiro single "Growing Up" conta com as aparições dos atores  Giancarlo Esposito, Laurence Fishburne e Carl Anthony Payne II.

## Faixas
| N.º | Título                                       | Duração |  |
| 1.  | "Funky Beat"                                 | 5:01    |  |
| 2.  | "One Love"                                   | 5:32    |  |
| 3.  | "Growing Up"                                 | 5:10    |  |
| 4.  | "I'm A Ho"                                   | 4:06    |  |
| 5.  | "How Dare You"                               | 6:48    |  |
| 6.  | "Fugitive"                                   | 6:12    |  |
| 7.  | "Echo Scratch"                               | 5:21    |  |
| 8.  | "Last Night (I Had A Long Talk With Myself)" | 5:30    |  |
| 9.  | "The Good Part"                              | 4:09    |  |

| Back In Black — 1990 bonus track reissue |                    |         |  |
| N.º                                      | Título             | Duração |  |
| 10.                                      | "Whodini Mega Mix" | 7:17    |  |
| Duração total:                           | Duração total:     | 55:06   |  |

Nota
- Faixa 5 contém samples de "Piano Sonata, Op. 35, No. 2 in B-flat Minor" de Frédéric Chopin (1839)

## Músicos
- Jalil Hutchins - MC
- John "Ecstacy" Fletcher - MC
- Lawrence Smith - backing vocals, produtor, baixo, programação de teclados
- Ron Gray - backing vocals (faixa 2)
- Bryan Chuck New - mixagem, engenheiro
- Peter Brian Harris - programação de fairlight
- Jerry Peal - engenheiro
- Peter Woolliscroft - engenheiro
- George Young - guitarra solo (faixa 6)
- Paul Kodish - bateria
- Barry Eastmond - teclados (faixa 9)
- Doug Rowell - fotografia